# کواد الکترواکوستیکس
کواد الکترواکوستیکس (انگلیسی: Quad Electroacoustics) شرکت الکترونیک بریتانیایی است، که در سال ۱۹۳۶ تأسیس شد.